# Chauffier (métier)
Pour les articles homonymes, voir Chauffier.
 (juin 2019).
Si vous disposez d'ouvrages ou d'articles de référence ou si vous connaissez des sites web de qualité traitant du thème abordé ici, merci de compléter l'article en donnant les références utiles à sa vérifiabilité et en les liant à la section « Notes et références ».
Le chauffier, ou installateur thermique, intervient dans le secteur d'activité des métiers du bâtiment.
Le chauffier pose et entretient des systèmes de chauffage, de climatisation et de ventilation. 
Il raccorde des appareils (chaudières, ventilateurs, radiateurs) à des réseaux transportant énergie ou fluide (électricité, gaz, fioul). 
Il fait passer les canalisations (cuivre, PVC) vers des appareils de chauffage et de climatisation, eux-mêmes reliés à des émetteurs de chaleur ou de fraîcheur. 
Il peut procéder à des opérations de maintenance et de dépannage de ces équipements.